# Olympische Sommerspiele 1972/Leichtathletik – 1500 m (Frauen)
Der 1500-Meter-Lauf der Frauen bei den Olympischen Spielen 1972 in München wurde am 4., 7. und 9. September 1972 im Olympiastadion München ausgetragen. 36 Athletinnen nahmen an der olympischen Premiere dieser Disziplin teil.
Dieser Wettbewerb stand erstmals auf dem olympischen Programm. Nach und nach eroberten sich die Leichtathletinnen auch die bisher den Männern vorbehaltenen längeren Laufstrecken. Allerdings sollte es bis 1984 dauern, bevor diesbezüglich der nächste Schritt getan wurde. Erst in Los Angeles wurden für Frauen mit dem 3000-Meter-Lauf und dem Marathonlauf die ersten echten Langstrecken bei Olympischen Spielen eingeführt.
Erste Olympiasiegerin wurde Ljudmila Bragina aus der Sowjetunion, die mit neuer Weltrekordzeit gewann. Die Silbermedaille errang Gunhild Hoffmeister aus der DDR, Bronze ging an die Italienerin Paola Cacchi.
Für die Bundesrepublik Deutschland – offiziell Deutschland – starteten Christa Merten, Gerda Ranz und Ellen Tittel. Während Ranz und Merten in den Vorläufen ausschieden, konnte sich Tittel für das Finale qualifizieren, dieses Rennen jedoch nicht beenden.

Neben der Medaillengewinnerin Hoffmeister ging für die DDR Karin Burneleit an den Start. Auch Burneleit schaffte es bis ins Finale und belegte dort Rang vier.

Die Schweizerinnen Marijke Moser und Margrit Hess schieden in den Vorläufen aus.

Läuferinnen aus Österreich und Liechtenstein nahmen nicht teil.

## Rekorde

### Bestehende Rekorde
| Weltrekord         | 4:06,9 min                                  | Ljudmila Bragina ( Sowjetunion)             | Moskau, Sowjetunion (heute Russland)        | 18. Juli 1972                               |
| Olympischer Rekord | Wettbewerb erstmals im olympischen Programm | Wettbewerb erstmals im olympischen Programm | Wettbewerb erstmals im olympischen Programm | Wettbewerb erstmals im olympischen Programm |

### Rekordverbesserungen
Da dieser Wettbewerb erstmals auf dem olympischen Programm stand, gab es noch keinen olympischen Rekord. Dieser wurde im ersten Vorlauf erstmals aufgestellt. Die dort gelaufene Zeit war gleichzeitig ein Weltrekord, der in den nächsten beiden Runden noch zweimal verbessert wurde, und zwar immer von derselben Läuferin, der sowjetischen Olympiasiegerin Ljudmila Bragina:
- 4:06,47 min – Ljudmila Bragina (Sowjetunion), erster Vorlauf am 4. September
- 4:05,07 min – Ljudmila Bragina (Sowjetunion), zweites Halbfinale am 7. September
- 4:01,38 min – Ljudmila Bragina (Sowjetunion), Finale am 9. September

## Durchführung des Wettbewerbs
Die Athletinnen traten am 4. September zu vier Vorläufen an. Die jeweils vier Laufbesten – hellblau unterlegt – sowie die nachfolgend zwei Zeitschnellsten – hellgrün unterlegt – erreichten das Halbfinale am 7. September. Aus den Vorentscheidungen qualifizierten sich die jeweils vier Laufbesten – wiederum hellblau unterlegt – sowie die nachfolgend zwei Zeitschnellsten – hellgrün unterlegt – für das Finale am 9. September.

## Zeitplan
4. September, 15:45 Uhr: Vorläufe

7. September, 14:15 Uhr: Halbfinale

9. September, 18:00 Uhr: Finale

## Vorrunde
Datum: 4. September 1972, ab 15:45 Uhr

### Vorlauf 1
| Platz | Name                 | Nation           | Zeit        | Anmerkung |
| ----- | -------------------- | ---------------- | ----------- | --------- |
| 1     | Ljudmila Bragina     | Sowjetunion      | 4:06,47 min | WR        |
| 2     | Glenda Reiser        | Kanada           | 4:06,71 min |           |
| 3     | Ilja Keizer          | Niederlande      | 4:08,00 min |           |
| 4     | Jennifer Orr         | Australien       | 4:08,06 min |           |
| 5     | Jaroslava Jehličková | Tschechoslowakei | 4:08,39 min |           |
| 6     | Christa Merten       | BR Deutschland   | 4:12,60 min |           |
| 7     | Joan Allison         | Großbritannien   | 4:14,89 min |           |
| 8     | Marijke Moser        | Schweiz          | 4:24:94 min |           |
| 9     | Lee Chiu-hsia        | Taiwan           | 4:37,15 min |           |

### Vorlauf 2

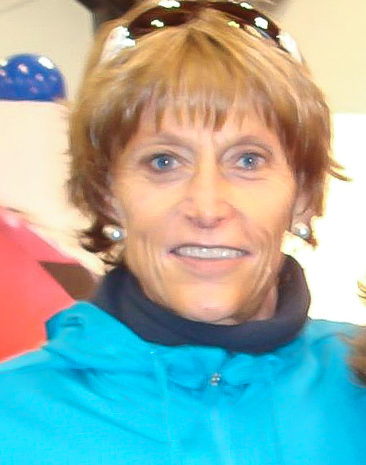
Grete Andersen (Foto: 2010) – später als Grete Waitz eine äußerst erfolgreiche Langstreckenläuferin – erreichte als Sechste ihres Vorlaufs nicht das Halbfinale
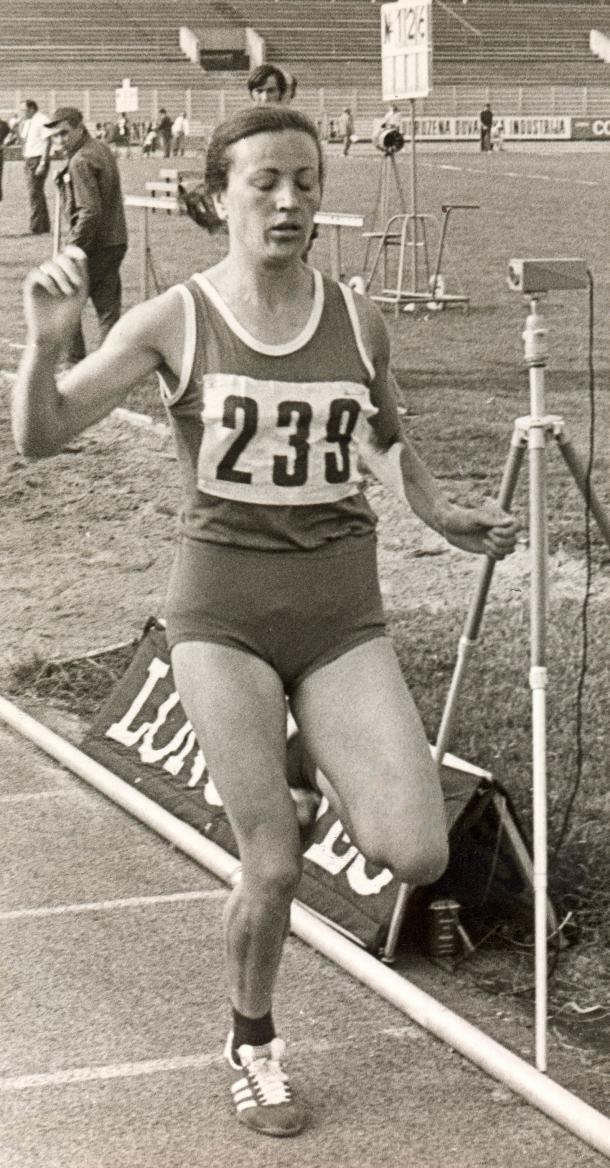
Vera Nikolić schied nach ihrem fünften Platz über 800 Meter als Neunte ihres Vorlaufs aus

| Platz | Name             | Nation         | Zeit        |
| ----- | ---------------- | -------------- | ----------- |
| 1     | Paola Cacchi     | Italien        | 4:09,53 min |
| 2     | Wassilena Amsina | Bulgarien      | 4:12,85 min |
| 3     | Berny Boxem      | Niederlande    | 4:13,83 min |
| 4     | Francie Kraker   | USA            | 4:14,73 min |
| 5     | Thelma Wright    | Kanada         | 4:15,43 min |
| 6     | Grete Andersen   | Norwegen       | 4:16,00 min |
| 7     | Sára Ligetkuti   | Ungarn         | 4:16,08 min |
| 8     | Gerda Ranz       | BR Deutschland | 4:18,60 min |
| 9     | Vera Nikolić     | Jugoslawien    | 4:23,36 min |
| DNS   | Arda Kalpakian   | Libanon        |             |

### Vorlauf 3
| Platz | Name                  | Nation         | Zeit        |
| ----- | --------------------- | -------------- | ----------- |
| 1     | Tamara Pangelowa      | Sowjetunion    | 4:10,75 min |
| 2     | Karin Burneleit       | DDR            | 4:10,83 min |
| 3     | Francie Larrieu Smith | USA            | 4:11,18 min |
| 4     | Joyce Smith           | Großbritannien | 4:11,27 min |
| 5     | Inger Knutsson        | Schweden       | 4:11,32 min |
| 6     | Mary Tracey           | Irland         | 4:16,43 min |
| 7     | Sinikka Tyynelä       | Finnland       | 4:21,40 min |
| 8     | Emesia Chizunga       | Malawi         | 4:41,47 min |
| DNF   | Magdolna Kulcsár      | Ungarn         |             |

### Vorlauf 4
| Platz | Name                | Nation         | Zeit        |
| ----- | ------------------- | -------------- | ----------- |
| 1     | Ellen Tittel        | BR Deutschland | 4:12,12 min |
| 2     | Gunhild Hoffmeister | DDR            | 4:12,80 min |
| 3     | Sheila Carey        | Großbritannien | 4:13,01 min |
| 4     | Wenche Sørum        | Norwegen       | 4:14,10 min |
| 5     | Tonka Petrowa       | Bulgarien      | 4:14,95 min |
| 6     | Anne-Marie Nenzell  | Schweden       | 4:16,67 min |
| 7     | Margrit Hess        | Schweiz        | 4:19,67 min |
| 8     | Tamara Kasatschkowa | Sowjetunion    | 4:20,15 min |
| 9     | Chereno Maiyo       | Kenia          | 4:20,9 min  |
| DNS   | Doris Brown         | USA            |             |

## Halbfinale
Datum: 7. September 1972, ab 14:15 Uhr

### Lauf 1
| Platz | Name                | Nation         | Zeit        |
| ----- | ------------------- | -------------- | ----------- |
| 1     | Tamara Pangelowa    | Sowjetunion    | 4:07,66 min |
| 2     | Paola Cacchi        | Italien        | 4:07,83 min |
| 3     | Gunhild Hoffmeister | DDR            | 4:07,94 min |
| 4     | Ilja Keizer         | Niederlande    | 4:08,25 min |
| 5     | Wassilena Amsina    | Bulgarien      | 4:09,12 min |
| 6     | Joyce Smith         | Großbritannien | 4:09,37 min |
| 7     | Glenda Reiser       | Kanada         | 4:09,51 min |
| 8     | Francie Kraker      | USA            | 4:12,76 min |
| 9     | Inger Knutsson      | Schweden       | 4:14,97 min |

### Lauf 2
| Platz | Name                  | Nation           | Zeit        | Anmerkung |
| ----- | --------------------- | ---------------- | ----------- | --------- |
| 1     | Ljudmila Bragina      | Sowjetunion      | 4:05,07 min | WR        |
| 2     | Karin Burneleit       | DDR              | 4:05,78 min |           |
| 3     | Ellen Tittel          | BR Deutschland   | 4:06,65 min |           |
| 4     | Sheila Carey          | Großbritannien   | 4:07,41 min |           |
| 5     | Berny Boxem           | Niederlande      | 4:08,81 min |           |
| 6     | Jennifer Orr          | Australien       | 4:08,86 min |           |
| 7     | Wenche Sørum          | Norwegen         | 4:09,70 min |           |
| 8     | Francie Larrieu Smith | USA              | 4:15,26 min |           |
| 9     | Jaroslava Jehličková  | Tschechoslowakei | 4:18,16 min |           |

## Finale
Datum: 9. September 1972, 18:00 Uhr
| Platz | Name                | Nation         | Zeit        | Anmerkung |
| ----- | ------------------- | -------------- | ----------- | --------- |
| 1     | Ljudmila Bragina    | Sowjetunion    | 4:01,38 min | WR        |
| 2     | Gunhild Hoffmeister | DDR            | 4:02,83 min |           |
| 3     | Paola Cacchi        | Italien        | 4:02,85 min |           |
| 4     | Karin Burneleit     | DDR            | 4:04,11 min |           |
| 5     | Sheila Carey        | Großbritannien | 4:04,81 min |           |
| 6     | Ilja Keizer         | Niederlande    | 4:05,13 min |           |
| 7     | Tamara Pangelowa    | Sowjetunion    | 4:06,45 min |           |
| 8     | Jennifer Orr        | Australien     | 4:12,15 min |           |
| 9     | Berny Boxem         | Niederlande    | 4:13,10 min |           |
| DNF   | Ellen Tittel        | BR Deutschland |             |           |

Als Favoritin galt die sowjetische Weltrekordlerin Ljudmila Bragina. Weitere Medaillenanwärterinnen waren die tschechoslowakische Läuferin Jaroslava Jehličková, Europameisterin von 1969 und Vorgängerin von Bragina als Weltrekordinhaberin, Karin Burneleit aus der DDR, Europameisterin von 1971, sowie deren Landsfrau Gunhild Hoffmeister, Vizeeuropameisterin 1971 und hier in München bereits Olympiadritte über 800 Meter. Jehličková schied im Halbfinale aus. Bragina verbesserte schon in der Vorrunde ihren eigenen Weltrekord um fast eine halbe Sekunde. Im Halbfinale war sie noch einmal um weitere anderthalb Sekunden schneller. Auch in den anderen Vor- und Zwischenläufen wurden die bestehenden Bestenlisten um viele Sekunden verbessert.
Im Finale ging zunächst die Niederländerin Berny Boxem in Führung, die Durchgangszeit über 400 Meter betrug sehr schnelle 1:02,45 min. Nun übernahm Boxems Landsfrau Ilja Keizer die Spitze, Burneleit, die bundesdeutsche Läuferin Ellen Tittel und Hoffmeister folgten mit knappen Abständen auf den Plätzen drei bis fünf. Nach 700 Metern schob sich Bragina nach vorne und verschärfte das inzwischen langsamer gewordene Tempo wieder deutlich. Die 800-Meter-Zwischenzeit betrug 2:09,96 min, d. h. die zweite Runde war in 1:07,51 Minuten zurückgelegt worden. Zunächst versuchte Keizer, der sowjetischen Weltrekordlerin zu folgen, zum restlichen Feld gab es schnell eine immer größer werdende Lücke. Doch die Niederländerin musste nun auch abreißen lassen, Bragina lag alleine vorn. Hinter ihr liefen zunächst die Britin Sheila Carey und anschließend Hoffmeister an Keizer vorbei.
Zu Beginn der letzten Runde betrug Braginas Vorsprung ca. zehn Meter. Sie war nicht mehr einzuholen, obwohl der Abstand der nachrückenden Läuferinnen zu ihr in der Schlussrunde wieder kleiner wurde. Im Kampf um die weiteren Medaillen war noch nichts entschieden. Hoffmeister und Carey lagen vor Keizer, dahinter kam die Italienerin Paola Cacchi immer besser ins Rennen. Die Durchgangszeit bei 1200 Meter betrug 3:14,64 Minuten, Runde drei war in 1:04,68 Minuten zurückgelegt worden. Vorne lief Ljudmila Bragina dem Olympiasieg entgegen und verbesserte ihren zwei Tage zuvor aufgestellten Weltrekord um fast vier Sekunden. Die letzte Runde bewältigte sie dabei in 1:04,1 Minuten. Den Kampf um Silber und Bronze trugen am Ende Hoffmeister und Cacchi miteinander aus. Kurz vor dem Ziel sah es fast so aus, als könne die Italienerin an der DDR-Läuferin vorbeiziehen. Doch Gunhild Hoffmeister setzte sich dann doch durch und gewann die Silbermedaille vor Paola Cacchi – frühere Paola Pigni. Karin Burneleit wurde Vierte vor Sheila Carey. Bis einschließlich zu Carey blieben alle unter Braginas Weltrekord aus dem Halbfinale. Ilja Keizer. frühere Ilja Laman, auf Rang sechs und die siebtplatzierte Tamara Pangelowa, UdSSR, waren schneller als Bragina bei ihrem Weltrekord aus der Vorrunde.

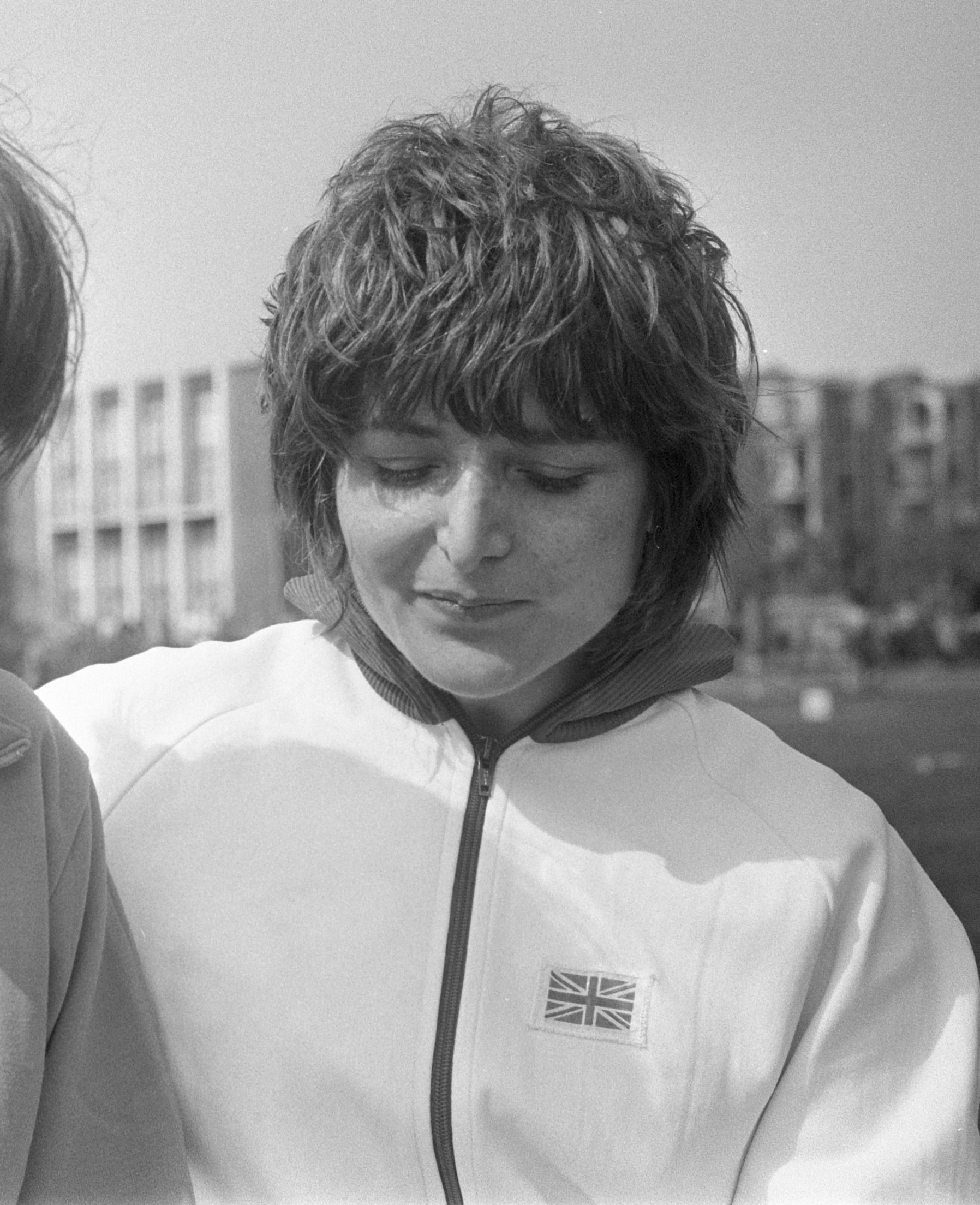
Sheila Carey, frühere Sheila Taylor, kam auf den fünften Platz
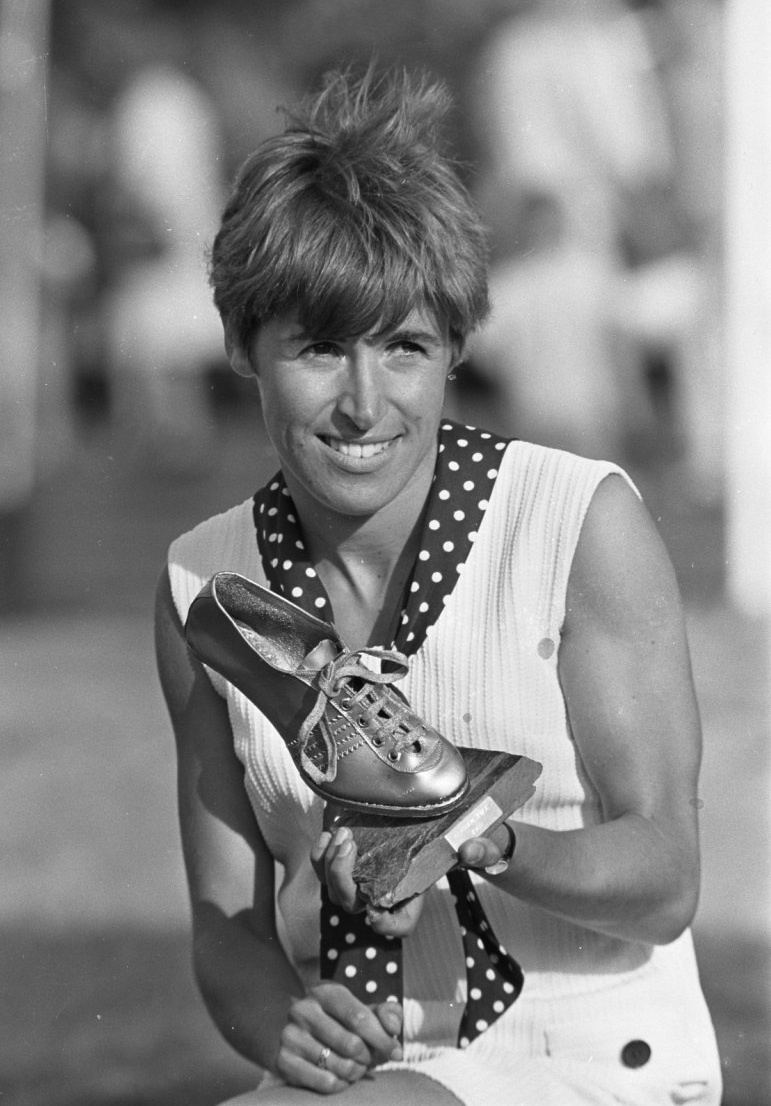
Ilja Keizer, frühere Ilja Laman, erreichte Platz sechs
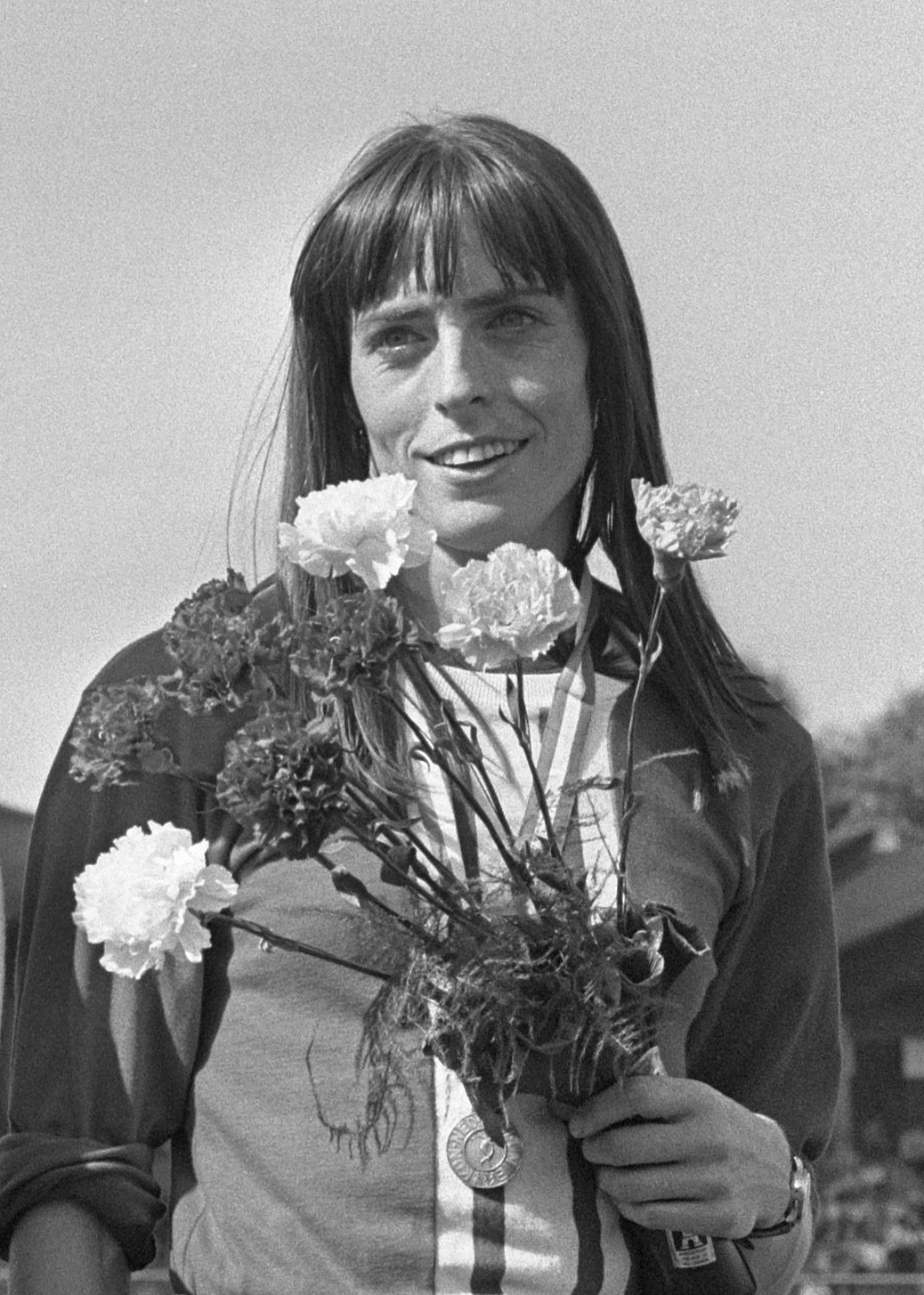
Rang neun für Berny Boxem
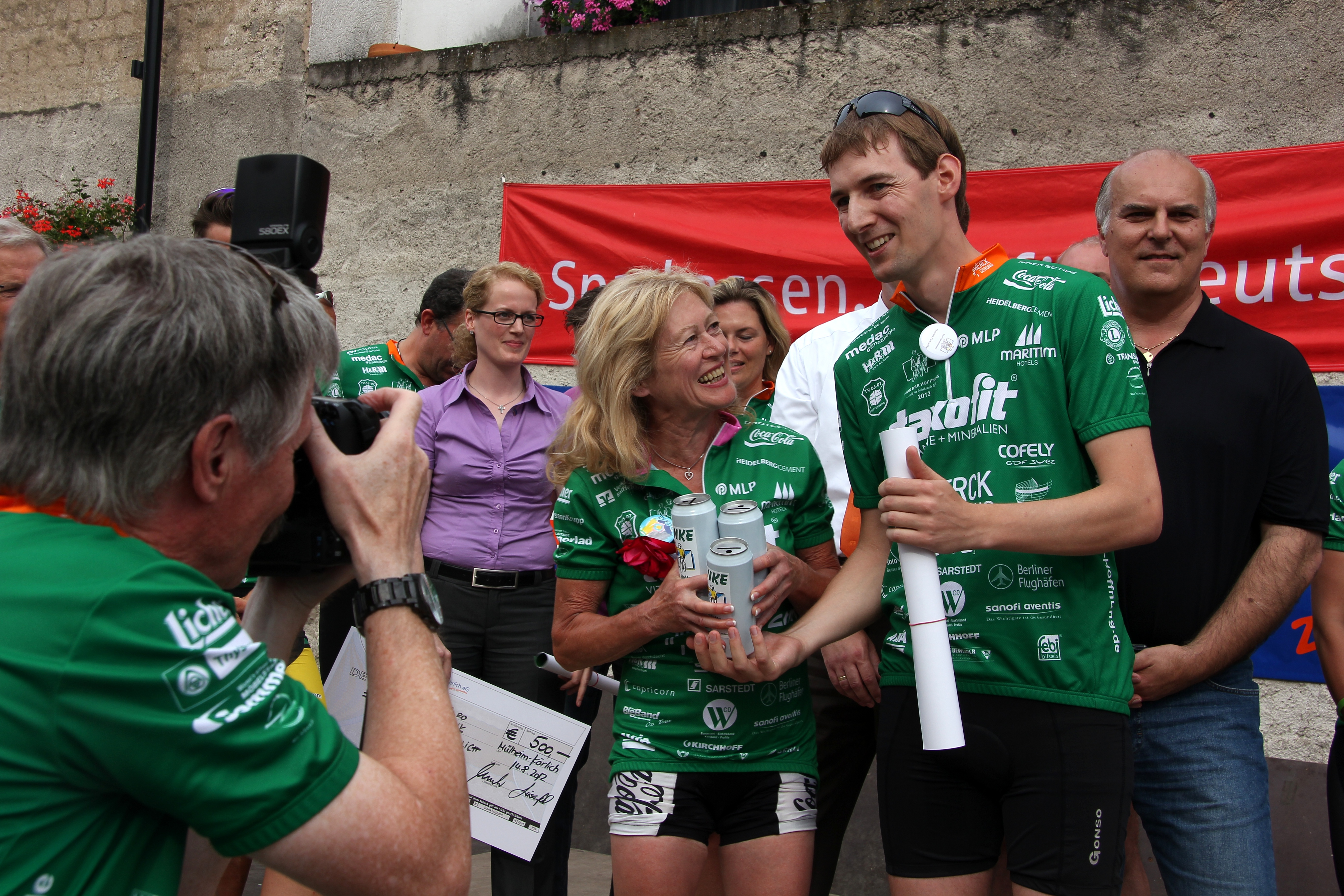
Ellen Tittel, spätere Ellen Wellman, dann Ellen Wessinghage (hier im Jahr 2012) stieg vorzeitig aus dem Rennen aus

## Videolinks
- Women's 1500 m World Record 1972 Olympics, youtube.com, abgerufen am 4. Oktober 2021
- Women's 1500 m World Record 1972 Olympics, youtube.com, abgerufen am 6. Dezember 2017